# Instituto Juan de Herrera
El Instituto Juan de Herrera es un organismo adscrito a la Escuela Técnica Superior de Arquitectura de Madrid, España, dedicado al apoyo y difusión de los temas relacionados con la arquitectura y el urbanismo, mediante actividades como la investigación, la publicación de un fondo editorial y la organización de eventos. Debe su nombre al insigne arquitecto, matemático y geómetra español Juan de Herrera 1530-1597, considerado uno de los máximos exponentes de la arquitectura renacentista hispana.

## Organización
El instituto organiza sus actividades propias y de colaboración, a través de las secciones de Arquitectura y Urbanismo. Su Presidente es D. Ricardo Aroca Hernández-Ros y su Director D. Javier Frechilla Camoiras. La documentación generada por la institución se recoge en un fondo editorial con varias colecciones. 

## Fondo Editorial
El fondo editorial cuenta con colecciones de textos sobre Teoría e Historia de las Construcciones, facsímiles del Fondo Antiguo de la ETSAM, escritos de antiguos profesores de la Escuela de Arquitectura y la serie de cuadernos del Instituto Juan de Herrera con artículos y textos de apoyo a la docencia preparados por los profesores de la Escuela de Arquitectura.

### Colección de Textos sobre Teoría e Historía de las Construcciones
Aporta importantes documentos para la Historia de la Construcción, contiene algunos de los trabajos clásicos que están en el nacimiento de la disciplina. Las obras de Choisy sobre la construcción en la antigüedad (Egipto, Roma, Bizancio) y Viollet-Ie-Duc (Edad Media) son todavía hoy de indispensable consulta. Por otra parte, la historia de las técnicas constructivas y de las estructuras antiguas requiere de un marco teórico adecuado. Se han incluido, también, trabajos recientes que permiten entender la construcción histórica dentro del marco de la moderna teoría de estructuras. En este sentido los libros del profesor Heyman son ya un clásico dentro de la disciplina.
La Colección incluye asimismo trabajos monográficos sobre temas concretos: la construcción de bóvedas tabicadas, el proyecto tradicional de estructuras, escritos de arquitectos o ingenieros importantes (Perronet, Guastavino), etc. También, se incluyen las Actas de los Congresos Nacionales e Internacionales de Historia de la Construcción celebrados en España desde 1996 y organizados por la Sociedad Española de Historia de la Construcción hasta la fecha, también reúne varios volúmenes editados con motivo de la celebración de otros congresos y simposios. La cantidad y calidad de las comunicaciones contenidas en las Actas las convierten en una referencia indispensable para los investigadores e interesados en la disciplina.
El interés de la colección no es meramente académico. La intervención y restauración de construcciones históricas sólo se puede realizar con un conocimiento preciso de su constitución interna y de sus propiedades estructurales. Esta colección de textos servirá, pues, también a los Arquitectos, Ingenieros y Técnicos implicados en la Conservación de Monumentos. 
El campo de la Historia de la Construcción es muy amplio y esta colección no pretende cubrirlo en su totalidad, pero la combinación de tratados clásicos, obras modernas, monografías y actas de congresos, suministra a día de hoy la introducción más completa al apasionante campo de la Historia de la Construcción.

### Facsímiles del Fondo Antiguo de la ETSAM
La Escuela de Arquitectura de Madrid, en colaboración con el Instituto Juan de Herrera, ha venido publicando anualmente desde 1999, con gran formato y calidad de impresión, una selección de los libros que componen su fondo antiguo. En particular se han elegido aquellos libros notables por la calidad de sus grabados. De esta manera se pretende poner al alcance de los amantes de los libros de arquitectura, algunas raras ediciones.

### Colección de escritos de antiguos profesores de la Escuela de Arquitectura
A iniciativa de Ricardo Aroca director de la E. T. S. de Arquitectura entre (1992-2000), recoge en facsímiles, escritos en su mayor parte descatalogados, con un estudio introductorio que pone de nuevo al alcance de estudiosos e interesados estos trabajos. Se incluye también el libro Félix Candela, arquitecto, editado para la exposición de su obra en Madrid, en 1994.